# Katazone
Die Katazone (griech:κατα- (kata-) „gänzlich, von … herab“ und ζώνη (zōnē) „Gürtel“) ist in der Geologie und Petrologie ein veralteter Begriff für eine Fazies der Gesteins-Metamorphose. Sie umfasst den Bereich der regionalen Metamorphose mit Temperaturen über 700 °C und hohen allseitigen Drücken und ist die fortgeschrittenste Stufe der Gesteinsumwandlung. Der Begriff findet heute noch in den Fällen Anwendung, in denen sich keine genaueren Aussagen über die Bildungsbedingungen machen lassen.
Für die Katazone ist die Neubildung unter anderem folgender Minerale charakteristisch, die sich abhängig vom Ausgangsgestein aufgrund der Druck- und Temperaturbedingungen bilden können:
- Feldspäte
- Biotit
- Granat
- Sillimanit

Die Gesteine der Katazone sind unter anderem Gneis, Granulit, Hälleflinta, Leptit, Kalksilikatfels und Graphit. Das Ausgangsgestein ist in vielen so sehr umgewandelt, dass es kaum noch oder gar nicht erkennbar ist.
Die Stufe der in einem Gestein erreichten Metamorphose wird heute mit der von Pentti Eskola entwickelten metamorphen Fazies beschrieben. In dieser Fazies spiegelt das Auftreten von charakteristischen Mineralen einen eng begrenzten Druck- und Temperaturbereich wider. Einzelne Stufen sind etwa die Zeolith-, Prehnit-Pumpellyit-, Blauschiefer-, Grünschiefer-, Amphibolit-, Granulit- und Eklogit-Fazies. Der Katazone entsprechen ungefähr die Amphibolit-, Granulit- und Eklogit-Fazies.